# Myrtó Azína Chronídi
Myrtó Azína Chronídi (grec moderne : Μυρτώ Αζίνα Χρονίδη, née en 1961 à Nicosie) est une écrivaine chypriote.
Elle étudie la médecine à l'université de Bonn et travaille au département des services de santé à Chypre.
Elle publie son premier roman, Hemerologion, en 1976 et reçoit le Prix de littérature de l'Union européenne en 2010 pour To Peirama (L'Expérience).